# Cantón de Argovia
Argovia (AG, en alemán Aargau, en francés Argovie, en italiano y romanche Argovia) es uno de los cantones suizos más septentrionales del país. Comprende la parte baja del río Aar, que le da el nombre de Aargau (que significa Distrito del Aare). Este cantón es el lugar de origen de la familia Habsburgo.

## Geografía
El área total del cantón es de 1404 km², la población es de cerca de 550 000 habitantes. La capital es Aarau. Limita al norte con Alemania, al oeste con el semicantón de Basilea-Campiña, el cantón de Soleura y el cantón de Berna, al sur con el de Lucerna y al este con los cantones de Zúrich y Zug.
El cantón de Argovia es uno de los menos montañosos de Suiza y forma parte de la meseta suiza, un gran valle al norte de los Alpes y al este de la cordillera del Jura, sobre la cual se levantan pequeñas colinas.
En el cantón de Argovia se hallan las famosas fuentes sulfuradas de Baden, mientras que en Rheinfelden se encuentran las fuentes salinas. Cerca de Brugg están las ruinas del castillo de los Habsburgo.

## Historia
En el siglo XV, la región fue gobernada por los Habsburgo, quienes tenían su centro de poder aquí en la región de Argovia, por lo que aún hoy se pueden encontrar varios castillos, todos pertenecientes a los Habsburgo, así como varios ex-conventos fundados por los Habsburgo.
En 1415 la región de Argovia fue ganada por los confederados a los Habsburgo. Berna obtuvo la parte suroccidental (Zofingen, Aarburg, Aarau, Lenzburg y Brugg). Algunos distritos llamados Freie Ämter o Administración libre (Mellingen, Muri, Villmergen y Bremgarten) junto con Baden pasaron a ser gobernados por los confederados. En 1798 la porción bernesa se convirtió en el cantón de Argovia y el resto formó el cantón de Baden. En 1803, las dos mitades se unieron como cantón de Argovia, el cual pasó a ser miembro de pleno derecho de la Confederación. En 2003 el cantón celebró su segundo centenario de existencia.

## Economía
Las tierras del cantón de Argovia son las más fértiles de Suiza. La cría de ganado vacuno, el cultivo de cereales y frutas son las principales actividades del cantón. La industria está también muy desarrollada, particularmente en el sector de la ingeniería eléctrica, los instrumentos de precisión, la producción de acero, hierro y cemento.
El cantón cuenta con dos centrales nucleares en Beznau y Leibstadt. Un número significativo de personas traspasan el cantón cada día para dirigirse al centro financiero y económico de la ciudad de Zúrich, que se encuentra muy cerca de la frontera del cantón.
Entradas (en millones de CHF): 25 358 fr.

## Distritos

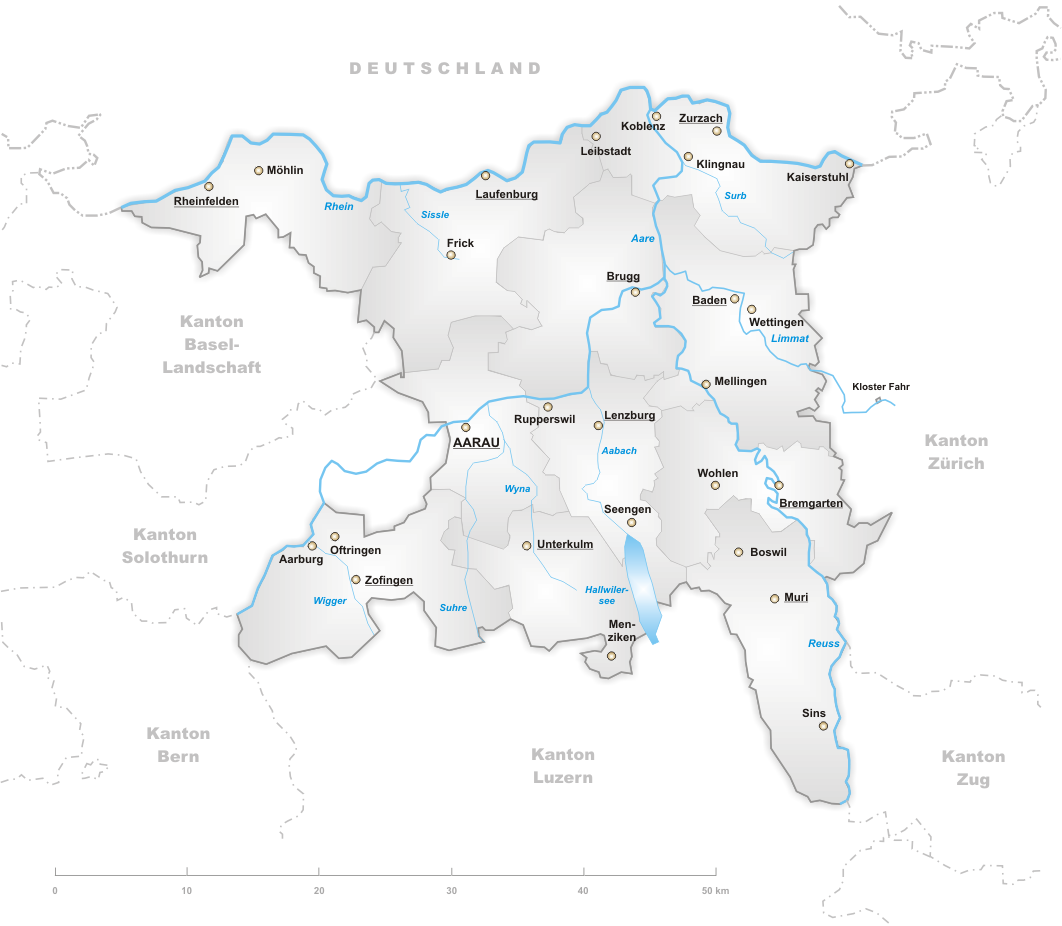
Distritos del cantón de Argovia.

El cantón de Argovia cuenta actualmente con once distritos:
- Distrito de Aarau con capital en Aarau
- Distrito de Baden con capital en Baden
- Distrito de Bremgarten con capital en Bremgarten
- Distrito de Brugg con capital en Brugg
- Distrito de Kulm con capital en Unterkulm
- Distrito de Laufenburg con capital en Laufenburg
- Distrito de Lenzburg con capital en Lenzburg
- Distrito de Muri con capital en Muri
- Distrito de Rheinfelden con capital en Rheinfelden
- Distrito de Zofingen con capital en Zofingen
- Distrito de Zurzach con capital en Zurzach

## Municipalidades
El cantón de Argovia tiene un total de 232 municipalidades, siendo las más importantes:
- Wettingen, 18 479 habitantes (2004)
- Baden, 16 384 habitantes (2004)
- Aarau, 15 628 habitantes (2004)
- Wohlen, 13 932 habitantes (2004)
- Rheinfelden, 10 884 habitantes (2004)
- Oftringen, 10 568 habitantes (2004)
- Zofingen, 10 210 habitantes (2004)
- Spreitenbach, 10 032 habitantes (2004)